# 向晓梅
向晓梅（1965年—），四川安岳人，汉族，中华人民共和国政治人物、第十二届全国人民代表大会广东地区代表。
毕业于四川大学宏观经济学专业。加入中国共产党。2013年，担任全国人大代表。